# Leones de Ponce
O Leones de Ponce é um clube esportivo de basquetebol de Porto Rico. Fundado em 1946, tem sua sede na cidade de Ponce. Conquistou doze títulos nacionais, o último deles em 2004. Vice-campeão nacional em 2013, o Leones foi um dos últimos clubes a confirmar participação na FIBA Liga das Américas 2014, já que a competição continental ocorre em período de recesso da temporada porto-riquenha.